# Campionati mondiali di ginnastica aerobica 1995
I Campionati mondiali di ginnastica aerobica 1995 sono stati la 1ª edizione della competizione organizzata dalla Federazione Internazionale di Ginnastica.
Si sono svolti a Parigi, in Francia, dal 16 al 17 dicembre 1995.

## Medagliere
| Pos.   | Nazione       | Oro | Argento | Bronzo | Totale |
| ------ | ------------- | --- | ------- | ------ | ------ |
| 1      | Brasile       | 3   | 0       | 1      | 4      |
| 2      | Spagna        | 1   | 0       | 0      | 1      |
| 3      | Australia     | 0   | 1       | 0      | 1      |
| 3      | Francia       | 0   | 1       | 0      | 1      |
| 3      | Romania       | 0   | 1       | 0      | 1      |
| 3      | Russia        | 0   | 1       | 0      | 1      |
| 7      | Corea del Sud | 0   | 0       | 2      | 2      |
| 6      | Ungheria      | 0   | 0       | 1      | 1      |
| Totale | Totale        | 4   | 4       | 4      | 12     |

## Podi
| Evento                | Oro                   | Argento       | Bronzo         |
| Individuale maschile  | Mario Luis Americo    | Alain Courte  | Kwang-Soo Park |
| Individuale femminile | Carmen Valderas Munoz | Patsy Tierney | Isamara Secati |
| Coppia mista          | Brasile               | Russia        | Corea del Sud  |
| Trio                  | Brasile               | Romania       | Ungheria       |